# Зуєв-Ординець Михаїл

Михаїл Єфи́мович Зу́єв-Ординець (1900—1967) — російський письменник-фантаст, автор історичних та пригодницьких творів. 

## Життєпис
Народився у єврейській родині . Його батько був кустарем, що володів чоботарнею майстернею. 
1918 – закінчив Ломоносівську гімназію, працював службовцем на заводах. У серпні пішов добровольцем до більшовицької армії. Закінчив Московську артилерійську школу червоних курсантів і до кінця громадянської війни воював на боці більшовиків. 
1924- демобілізувався, працював начальником повітової міліції у Вишньому Волочку і одночасно співробітником місцевої газети «Наш край».
У 1925 почав друкуватися. 
1927 – переїхав до Ленінграду.
1930 – закінчив Ленінградський інститут історії мистецтв і був прийнятий до союзу письменників СССР. 
8 квітня 1937 був арештований, відбував 19 років у таборах Карлагу, протягом цього часу йому заборонялося писати. Після звільнення залишився жити в Караганді. 
1956- реабілітований. Писав пригодницькі повісті та оповідання, історичні романи, книжки про сучасність. 
Помер 23 грудня 1967 у Караганді. 

## Родина
- Дружина – Регіна Завадська (1.01.1909 — ?)